# 엘비스 (2022년 영화)
《엘비스》(영어: Elvis)는 미국에서 제작된 배즈 루어먼 감독의 2022년 뮤지컬, 드라마 영화이다. 이 영화는 로큰롤의 아이콘이자 가수이자 배우인 엘비스 프레슬리의 삶을 다루고 있으며, 그의 매니저인 톰 파커가 말했다. 오스틴 버틀러가 주연으로, 톰 행크스가 파커 역으로, 올리비아 더용, 헬렌 톰슨, 리처드 록스버그가 공동 주연을 맡았다.
《엘비스》는 2022년 5월 25일 칸 영화제에서 초연되었으며, 2022년 6월 23일 호주에서, 2022년 6월 24일 미국에서 워너 브라더스 픽처스에 의해 개봉되었다. 이 영화는 8500만 달러의 예산에 비해 전 세계적으로 2억 8,570만 달러의 수익을 올렸으며, 《보헤미안 랩소디》 (2018년)에 이어 역대 두 번째로 높은 수익을 올린 음악 전기 영화가 되었다. 버틀러의 연기는 광범위한 찬사를 받았고, 영화의 의상 및 제작 디자인은 물론 음악적인 장면도 긍정적인 평가를 받았다.

## 줄거리
1997년 엘비스 프레슬리의 전 매니저인 톰 파커는 뇌졸중으로 쓰러져 임종 중이다. 자신을 궁핍하게 만든 도박 중독을 간호하며, 그는 미래의 로큰롤 황제와 어떻게 처음 만났는지를 돌아본다.
주로 사랑하는 어머니 글래디스에 의해 자란 엘비스는 미시시피주의 가장 가난한 지역에서 어린 시절을 보냈다. 그는 캡틴 마블 주니어의 만화책 모험, 특히 노래에서 탈출구를 발견하지만, 일단 멤피스로 부모님과 함께 이사를 가면 멤피스주의 빌 스트리트의 아프리카계 미국인 음악에 매료되어 동료들로부터 조롱을 받는다. 이 때, 파커는 스스로를 현대 P. T. 바넘이라고 자부하는 카니발 "허커"이다. 비록 파커는 컨트리 가수 행크 스노우와 파트너 관계를 맺고 있지만, 파커는 획기적인 싱글 〈That's All Right〉에서 백인 아티스트가 "흑인 사운드"하는 것을 들었을 때 엘비스의 크로스오버 잠재력을 즉시 깨닫는다. 그날 밤, 그는 《루이지애나 헤이라이드》 공연에서 엘비스를 보고 강한 성적 매력을 가진 재능 있는 음악가라는 것을 알게 된다.
파커는 엘비스가 자신의 경력을 독점하도록 설득하여 프레슬리 가족이 가난에서 벗어나게 하는 유성 등반을 시작한다. 지역 대중들은 그 가수를 보는 시각에서 의견이 분분하다. 인종 차별주의자인 남부 민주당 상원의원 짐 이스트랜드는 엘비스의 음악이 백인 어린이들을 타락시킬 것이라는 견해를 표명하여 인종적 적개심을 불러일으켰다. 이스트랜드는 파커를 비공식 청문회에 불러들였고, 그 동안 파커는 파커의 불가사의한 과거에 대해 질문했다.
콘서트에서 엘비스의 충전된 춤 동작 후에, 엘비스는 잠재적인 법적 문제에 직면하게 된다. 파커는 정부가 법적 분쟁을 피하기 위해 대신 엘비스를 미군에 징집하도록 설득한다. 서독에서 군복무를 하는 동안, 엘비스는 그의 어머니의 알코올 중독으로 인한 죽음으로 망연자실한다. 그는 프리실라 프레슬리를 만났을 때만 회복한다. 제대 후, 그는 영화 경력을 다시 시작하고, 몇 년 후, 그는 프리실라와 결혼한다.

## 출연진

### 주연
- 오스틴 버틀러 - 엘비스 프레슬리 역
- 톰 행크스 - 톰 파커 대령 역

### 조연
- 올리비아 더용 - 프리실라 프레슬리 역
- 켈빈 해리슨 주니어 - B.B. 킹 역
- 데이비드 웬햄 - 해크 스노우 역
- 나타샤 바셋 - 딕시 로크 역
- 리차드 록스버그 - 버논 프레슬리 역
- 코디 스밋 맥피 - 지미 로저스 역
- 데이커 몽고메리 - 스티브 바인더 역

## 같이 보기
- 프리실라 (2023년 영화)